# Galaxia Wander
Wander Over Yonder (conocido como Galaxia Wander tanto en España como en Latinoamérica) es una serie de televisión animada estadounidense  producida por Disney Television Animation. La serie se transmitía en Disney Channel en los Estados Unidos, hasta su traslado a Disney XD en la primavera del 2014. La serie sigue a Wander y su mejor amiga Sylvia que viajan de planeta en planeta ayudando a la gente, divirtiéndose y enseñándoles a ser mejores personas. Recurrentemente se enfrentan contra Lord Hater, el comandante Peepers y su ejército de Watchdogs. El preestreno fue emitido el 16 de agosto de 2013, y su estreno el 13 de septiembre igual que el mismo año del preestreno.
El creador, Craig McCracken, que fue creador de las series de Cartoon Network ganador del Emmy The Powerpuff Girls y Foster's Home for Imaginary Friends. Antes de crear sus propios espectáculos, que McCracken dirigió Dexter’s Laboratory y trabajó en varias series de Hanna-Barbera. La esposa de McCracken y frecuente colaboradora Lauren Faust (My Little Pony: La Magia de la Amistad) ejerce como coproductora.
Un adelanto fue programado para transmitirse en la Comic-Con International 2012.
El 23 de junio de 2014, la serie Galaxia Wander fue renovada para una segunda temporada.
El 5 de marzo de 2016, Craig McCracken anunció que la serie no tendrá una tercera temporada y que la segunda es la última temporada. Esto se debe a que la cadena consideró que era más rentable crear 80 capítulos y retransmitirlos  una y otra vez, que crear nuevo contenido como el resto de programas actualmente emitidos en Disney XD. Pese a que la serie ha adquirido una gran popularidad y que ha sido nominada y ganadora de varios premios, no se logró hacer cambiar de opinión a los altos mandos de la cadena incluso cuando esta decisión se tomó antes de emitir la segunda temporada.
El 11 de mayo de 2016, se anunció el último episodio de la serie de media hora titulado "The End of the Galaxy", se estrenó el 27 de junio de 2016 en Disney XD.

## Desarrollo
Wander Over Yonder es la tercera serie animada de Craig McCracken, sucediendo así a The Powerpuff Girls (1998) y Foster's Home for Imaginary Friends (2004). El personaje epónimo, Wander, nació de repente mientras McCracken dibujaba en su cuaderno de bocetos. Descrito como un «viajero intergaláctico excesivamente optimista», Wander primero apareció en varias camisetas que McCracken vendió en convenciones de cómics. Él consideraba que ya había demasiados personajes cínicos, malos y lúgubres en el mundo de la animación, por lo que simpatizó con la personalidad sincera y amistosa de Wander. Debido a que este protagonista es incapaz de ser violento, McCracken le dio una personalidad dura a su compañera Sylvia, pues así podrían enfrentar al villano Lord Hater y sus ayudantes. Mientras trabajaba en Foster's, él y su esposa Lauren Faust escucharon que el actor Jack McBrayer de la serie 30 Rock era un aficionado a los dibujos animados, así que tuvieron un almuerzo con él. McCracken, quien siempre buscaba a actores que encarnaran perfectamente la personalidad de sus personajes, sintió en ese momento que había conocido a la persona ideal para interpretar a Wander.
Salido de Cartoon Network en 2009 (tras diecisiete años trabajando ahí), McCracken vendió el concepto de Wander Over Yonder a Disney. Esta compañía, que al mismo tiempo realizaba Phineas y Ferb y Gravity Falls para Disney Channel, recién había adoptado el modelo de series dirigidas por sus propios creadores, como lo había hecho Cartoon Network en sus inicios. McCracken y Faust asumieron el puesto de productores y editores de historia, mientras que Dave Thomas y Eddie Trigueros se sumaron como directores, junto con Alex Kirwan como director de arte.
El estilo general de la serie se remonta al tipo de humor exagerado, rápido y físico de los Looney Tunes clásicos, con visuales inspirados en la película Yellow Submarine y chistes al estilo del grupo de comediantes Monty Python. McCracken se ha referido a Wander Over Yonder como «un dibujo animado desvergonzadamente caricaturesco», cuyo protagonista es un héroe no tradicional que no tiene superpoderes ni pelea con nadie, ya que en cambio extiende su amor y alegría por los lugares que visita. Es de señalar que, ya que el personaje nació como el protagonista de un cómic en el que McCracken trabajaba en su tiempo libre, su diseño evolucionó evidentemente con el pasar del tiempo.

## Personajes

### Protagonistas y coprotagonistas
- Wander: es un viajero intergaláctico excesivamente optimista y energético, es un leal creyente del amor, y literalmente no entiende la palabra "pelea", es algo torpe en un sentido realista, pero muy inteligente en sentido sentimental o humorístico, por ser algo torpe posee una visión algo sosiega de la vida, suele ser muy molesto en algunas ocasiones, pero llega a ser muy fiel con aquellos que lo necesitan. Su actitud excéntrica y forma de ser natural suelen afectar a los demás a su alrededor, tanto de manera directa como indirecta, al más puro estilo Bugs Bunny. Viaja a través del universo lo cual adora con su fiel mejor amiga, Sylvia. Su nombre viene del verbo inglés "Wander", que significa "vagar" o "deambular", lo cual es justamente lo que hace a través del universo junto con Sylvia. Su sombrero es capaz de sacar cualquier cosa que crea que se necesita para cada situación, parece no tener fondo y pueden caber objetos muy grandes en el. Se sabe que Wander lo robó de dos enemigos que exigían al sombrero darle todo lo que le pidieran hasta sobreexplotarlo, desde entonces ha aprendido a tenerle confianza. Su voz la hace Jack McBrayer.
- Sylvia: es la fiel pero optimista amiga de Wander, a pesar de ser cariñosa posee un sentido más realista de todo lo que le rodea que Wander. Sylvia es en ocasiones la única que logra hacerlo entrar en razón o hacer que tome un poco más serio lo que está pasando justo frente a él. Sylvia es muy valiente y nunca duda el pelear si la ocasión lo exige. No le agradan las cosas adorables y tiernas, por lo que suele ser menos sensible que Wander. Ella viaja junto a Wander a través del universo. Escapando de su casa meses después lo conoció en su etapa de "chica mala" cuando lo salvó del cazarrecompensas Destrubot 86. Aunque en un principio quiso encerrarlo en la cárcel se convirtió en su mejor amiga. Sus principales gustos son pelear contra los furioguardias de Don Odión y cualquier enemigo que amenace su vida y la de Wander. Su voz la hace April Winchell.
- Lord Hater (Don Odión en Hispanoamérica, Lord Fobia en España): es el eterno enemigo de Wander y Sylvia, malvado y muy impaciente, incluso es capaz de explotar de rabia por así decirlo cuando Wander lo molesta y es entonces cuando olvida completamente o deja de importarle su plan y se interesa solamente en destruir a Wander y Sylvia. Es también muy competitivo, como se puede ver en el primer capítulo "The Greatest" ("El más Grande" en Latinoamérica y "El Mejor" en España), donde a raíz de que Wander le dice que es el mejor en la feria intergaláctica y este se dispone a enfrentarle para demostrar ser el mejor pero pierde. Su voz la hace Keith Ferguson. Lord Hater es un lich que utiliza sus poderes de electricidad para conquistar planetas y acumular riquezas. Cuando supo que Dominador era una chica quedó perdidamente enamorado de ella hasta el punto de dejar de lado su obsesión con detenerla para hacer que ella lo ame, aunque nunca le haga caso.
- Commander Peepers (Comandante Peepers en Hispanoamérica, Comandante Ojo Avizor en España): es el líder de los Watchdogs y segundo al mando en el imperio de Lord Hater, se diferencia de los demás en su casco más grande y su voz más aguda. Es un tanto torpe y es muy leal a Don Odión a pasar de que éste lo trate mal constantemente. Es un poco más inteligente que Don Odión, pero es muy débil para ser comandante, siendo a menudo golpeado por Sylvia, regañado por Don Odión o engañado por Wander. Es el único dispuesto a realizar todos los planes de conquista de la galaxia para evitar que Dominador lo haga primero, y en ocasiones se une a Sylvia para evitar que la torpeza de Odión y Wander arruinen más las cosas.
- The Watchdogs (Los Furioguardias en Hispanoamérica, Los Ojos Guardianes en España) son los secuaces de Lord Hater. Son pequeños y sus cabezas son un ojo grande. A veces suelen decir todos al mismo tiempo "Odión campeón, de los villanos" en Latinoamérica y "Fobia es grande, viva el villano" en España repetidas veces. Suelen ser golpeados mucho por Sylvia.
- Lord Dominator (Señor Dominador en Hispanoamérica, Lord Dominador en España): Es la villana principal de la segunda temporada, se hace pasar por un hombre con un traje robótico que guarda un parecido a Lord Hater, es la mejor villana de la galaxia y considera las maldades como un juego. Odión siempre busca conquistar su corazón pero nunca le toma importancia a su presencia. En una ocasión hizo equipo con el Emperador Asombroso por su "arma secreta", sin embargo cuando vio que era igual de torpe que Odión lo atacó a él y a su flota, destruyendo su nave limusina.

### Otros habitantes de la Galaxia
- Emperor Awesome (Emperador asombroso en Hispanoamérica, Emperador impresionante en España): es un personaje recurrente. Es un tiburón con cuerpo humano que se caracteriza por que le encanta hacer grandes fiestas en los planetas al estilo Rave y a todo volumen hasta que el planeta se haga pedazos, pero muy pocos aman sus fiestas. También ha soñado con conquistar el universo y en su primera aparición rivalizó con Lord Hater, pero fue derrotado por él. Aunque parecía muy malvado, es orgulloso, arrogante y narcisista, y le encanta broncearse. Le encanta bailar y el único que baila mejor que él es Wander. En sus otras apariciones, ha demostrado que está enamorado de Sylvia. Hizo equipo temporalmente con Dominador hasta que supo que su "arma secreta" eran sus bíceps.
- Fist Fighters (Los pelea puños en Latinoamérica y España): son los secuaces del Emperor Awesome Se asemejan a los ojos guardianes de Lord Hater, pero en lugar de un ojo tienen una mano gigante. Otro secuaz de Asombroso era un dinosaurio mitad robot, pero fue destruido por Lord Hater.
- Rey de Bingleborp (Rey de Mucho Amor en Latinoamérica y Rey de Bimbambun en España): Es el tierno rey de un planeta llamado Binglebopolopolis (Mucho Amor en Latinoamérica y Bimbambunopólis en España). En "The Greatest" ("El Más Grande" en Latinoamérica y "El Mejor" en España) de la primera temporada, casi Lord Hater conquista su planeta; pero Hater fue detenido como es usual, por Wander y Sylvia. En su planeta todos se dan tiernos besos de amistad o de amor. También se ve que le gusta la música en "The Rager" ("La Fiesta" en Latinoamérica y "El Fiestón" en España) de la segunda temporada, donde cantó una canción después de Sylvia.
- Buster: es un perro gigante que siempre juega con los planetas como si fueran pelotas, y nunca se da cuenta de que los destruye y a todos los que lo habitan. Aparentemente puede respirar en el espacio. Es juguetón e inocente y se asemeja a un Golden retriever.
- Westley: es el más pequeño, torpe y enérgico de los Watchdogs, que quería atrapar a Wander y a Sylvia con el fin de ganarse el respeto de Lord Hater, pero al final se volvió bueno. Aparentó morir para que no lo buscaran más.
- Sir Bradley "Brad" Starlight (Brad Lucero en España): es un torpe caballero que siempre ha buscado el amor de la princesa Termura pero nunca pudo conseguirlo, y suele culpar a Wander por eso. Es uno de los pocos humanos en la Galaxia y siempre quiere ser el héroe en todo. En su segunda aparición hizo una alianza con Don Odión para destruir a Wander pero no lo consiguieron. En el episodio "El héroe" se hizo pasar por un justiciero montado en una aero moto salvando a varios planetas de un robot de Dominador, el cual era controlado por su primo, para después recibir recompensas en dinero y besos de las princesas de los planetas. La última resultó ser una abominación que más tarde se convirtió en su esposa con quién tuvo dos hijos.
- Princesa Termura: es una princesa muy hermosa que siempre sale al atardecer, que es cuando muestra su belleza. Siempre ha rechazado al caballero Bradley y su esposo es un dragón, llamado Rey Drakor, que Bradley consideraba como el enemigo. Wander la considera hermosa pero Sylvia la odia por su vestido rosa. A pesar de su ternura, es ruda y fuerte, y pudo librarse de Bradley, razón por la que su esposo el Rey Drakor la ama.
- Rey Drakor: es un dragón de color marrón y el esposo de la Princesa Termura. Aunque parece abominable y feroz, es tranquilo, a menos que alguien le interrumpa. Bradley ha querido robarle su esposa por considerarlo secuestrador.
- Ser Celestial: es una entidad que aparece cada 1000 años durante la alineación de los planetas, y le concede un deseo a quien esté más cerca de su altar durante la alineación. Parece no mostrar ninguna emoción, aunque sonreía cuando Wander le tomaba fotos.
- Janet: es un planeta viviente que vive sola y triste. Se enamora de Wander y quiere alejarlo de Sylvia pero no lo logra. Es envidiosa y trató a Wander como rey, pero quiso destruir a Sylvia. Solo quería una amistad, y al final la consigue con su luna viviente, llamado Maurice, atraído por su belleza.
- Huckleberry Knucklehead (Huckleberry Cabeza Hueca en Latinoamérica y Huckleberry Bobalicón en España): Es un bebé gigante que se perdió en un centro comercial y fue rescatado por Wander. Sylvia parece no mostrarle mucho afecto. Es juguetón, ama las paletas y causó estragos en el centro comercial, pero a Wander no le importaba. Sylvia no creía que en realidad se llamaba así. Sus padres son pequeñísimos, apenas del tamaño de una pulga.
- Los cazarrecompensas: son tres cazarrecompensas que fueron contratados por Lord Hater para capturar a Wander y Sylvia. Son: Fuerza feroz la cazadora, Destrubot 86 y la planta robótica (está última es una planta común y corriente de Margarita pero en realidad es muy feroz). Fueron detenidos por Peepers antes de que capturaran a Wander y a Sylvia, pues Peepers quiere que si Lord Hater conquiste el universo, debe ser gracias a él.
- El troll: es un pequeño trol de color verde que cada vez que alguien responde a sus insultos, se hace más grande y siempre ha querido robar toda la comida de los ciudadanos de "Beeee-hala". Fue vencido gracias al consejo de Wander "No alimentes al Trol", y al final, Wander lo mete dentro de un frasco.
- Capitán Tim: es una extraña criatura con cuerpo de tarántula y boca humana con colmillos. Se sabe de devoró al verdadero Capitán Tim en su propia nave, ahora abandonada. Vivía en la nave abandonada y Sylvia creía que era una gran amenaza, pero Wander lo doméstico como mascota. Como no pudo tenerlo por su gran ferocidad, se lo regaló a Lord Hater, donde actualmente forma parte de su equipo, y le gusta ver como ataca a los Watchdogs.
- Los Muflexivos: Son unas criaturas que a simple vista parecen algo torpes, pero son seres muy sabios que viajan a través de la consciencia de los demás, como se ve que viajaron a las consciencias de Don Odión y Peepers en The Funk (La Depresión en Latinoamérica y El Bajón en España), de la primera temporada. A Lord Hater le agrada fastidiarlos, como se vio en The Funk (La Depresión en Latinoamérica y El Bajón en España). Wander cree en su sabiduría, pero Sylvia cree que son extraños. Los Muflexivos también piensan que Lord Hater no es el más grande de toda la Galaxia. Y como se ve, para que su sabiduría no se vea tan notable, la esconden con una apariencia que los hace ver tontos, ocultando lo que realmente son.
- Little Bits (Caramelín en Latinoamérica y Chiquitína en España): Es una gatita cazarrecompensas contratada por Lord Fobia que engaña a todos, en este caso a Wander, con su ternura y sus ojos tan adorables. Sylvia fue quien descubrió la verdad de esta gatita. Little Bits fue castigada por Lord Hater por no cumplir su tarea de capturar a Wander y Sylvia pero engaña a Lord Hater y la deja libre, por eso es la única vez que se ve en la primera temporada. Además, Wander nunca sabe qué pasó con Little Bits ni qué le ocurrió. Sin embargo, vuelve a aparecer en el episodio de la Segunda Temporada The Catastrophe (La Gatástrofe en Latinoamérica y La Catástrofe en España) en el que hipnotiza a todo un planeta y a Wander con videos donde hace cosas adorables; aquí, ya es una villana independiente pero otra vez Sylvia vuelve a derrotarla con videos de caídas y golpes, lo cual la dejó sola y atrapada en un rollo de cartón diciendo que volverán a verla algún día.
- Driver (Jinete en España) : Es el primer dueño de Sylvia y un gran ladrón. Después de traicionar a Sylvia en el episodio "El Jinete" de la primera temporada y ser arrojado a un planeta de un monstruo amigable, de momento no ha vuelto a aparecer.
- Señores de la iluminación: Son un grupo secreto de extraterrestres que frecuentemente se disfrazan y ponen a prueba las habilidades de mucha gente. Ellos le pusieron a Wander la prueba de la caja para ver si podía resistirse a no abrirla hasta el final, pero la caja estaba vacía. Son cinco. Cuando se revelan, hablan con acento lento y pausado tipo deidad celestial. Creen que son muy poderosos y merecen mucho respeto. Después de engañar a Wander y hacerle creer que había algo en la caja, Sylvia les empezó a tomar odio.
- Dr. Chiflado Jones: El verdadero enemigo jurado de Wander, es una cabeza similar a una banana que quiere obligar a los demás a divertirse. Usa una nave impulsada por un cojín de gases de broma. Como dice Wander en The Boy Wander (SuperWander en Latinoamérica y Wander-Boy en España) de la segunda temporada, Dr. Chiflado Jones obliga a los demás a ver el lado positivo y Wander le hace ver a los demás el lado positivo, no les obliga a tomarlo".
- Major Threat (Gran Amenaza en Hispanoamérica, Amenaza Infinita en España): Fue el mejor villano de todos hasta que Wander le hizo cambiar su mentalidad y le hizo renunciar la maldad. Tiene poderes telequinéticos de gran magnitud. Apareció por primera vez en el episodio The Good Bad Guy (El Buen Chico Malo en Latinoamérica y El Buen Malo en España) de la Segunda Temporada, ahí destruye parte de la nave de Lord Hater para saludarlo; según cuenta él, Major Threat fue la razón por la que empezó a dedicarse a ser malvado.
- The Black Cube of Darkness (El Cubo Negro de la Oscuridad en Latinoamérica y El Cubo de Negra Oscuridad en España): Es, como dice su nombre, un cubo negro capaz de devorar las almas de los demás. En el episodio The Fancy Party (La Fiesta Elegante en Latinoamérica y Una Cena de Postín en España) de la primera temporada devora el alma de Peepers temporalmente. El puede ser un villano, pero en el episodio The Battle Royale (La Batalla Real en Latinoamérica y La Batalla de las Batallas en España) de la segunda temporada, los demás villanos se burlaban de él por no poder agarrar "el anillo del poder supremo". También en el episodio The Black Cube (El Cubo Negro en Latinoamérica y El Cubo de Negra Oscuridad en España) de la segunda temporada, se ve que el lugar de donde vive todos lo desprecian y él vivía miserable por ya no ser un "villano"; sin embargo, se ve que puede tener un lado bueno con la ayuda de Wander y empieza a ser querido por todos en su planeta.

## Reparto
| Personaje           | Actor original (EE.UU) | Actor de doblaje (Hispanoamérica)                       | Actor de doblaje (España) |
| ------------------- | ---------------------- | ------------------------------------------------------- | ------------------------- |
| Wander              | Jack McBrayer          | Gabriel Ramos                                           | David Robles              |
| Sylvia              | April Winchell         | Claudia Pannone                                         | Laura Palacios            |
| Lord Hater          | Keith Ferguson         | Javier Gómez                                            | Roberto Encinas           |
| Comandander Peepers | Tom Kenny              | Diego Brizzi (hasta episodio 6) Alejandro Graue (resto) | Eduardo Bosch             |

## Episodios
| Temporada | Temporada | Episodios | Estados Unidos       | Estados Unidos         | Latinoamérica           | Latinoamérica          | España                                                               | España                           | España |
| Temporada | Temporada | Episodios | Estreno              | Final                  | Estreno                 | Final                  | Estreno                                                              | Final                            |        |
| --------- | --------- | --------- | -------------------- | ---------------------- | ----------------------- | ---------------------- | -------------------------------------------------------------------- | -------------------------------- | ------ |
|           | 1         | 39        | 16 de agosto de 2013 | 4 de diciembre de 2014 | 31 de diciembre de 2013 | 27 de febrero de 2015  | 17 de abril de 2014 (Disney XD) 26 de marzo de 2016 (Disney Channel) | 8 de febrero de 2015 (Disney XD) |        |
|           | 2         | 40        | 3 de agosto de 2015  | 27 de junio de 2016    | 14 de diciembre de 2015 | 10 de febrero de 2017  | 21 de noviembre de 2015                                              | 28 de mayo de 2017               |        |
|           | Cortos    | 11        | 20 de julio de 2015  | 3 de agosto de 2015    | 2 de noviembre de 2015  | 9 de noviembre de 2015 | 21 de diciembre de 2015                                              | 20 de enero de 2016              |        |

## Premios y nominaciones
| Año  | Premiación                 | Categoría                                                       | Recibidor                                                                        | Resultado |
| ---- | -------------------------- | --------------------------------------------------------------- | -------------------------------------------------------------------------------- | --------- |
| 2015 | Annie Awards               | Mejor Animación de TV (Audiencia para niños)                    | Galaxia Wander                                                                   | Nominado  |
| 2015 | Annie Awards               | Mejor Animación de Personajes (En una producción Animada de TV) | Justin Nichols                                                                   | Ganador   |
| 2015 | Annie Awards               | Mejor Diseño de Personajes (Producción Animada de TV)           | Benjamin Balistreri                                                              | Ganador   |
| 2015 | Annie Awards               | Mejor Dirección (Producción Animada de TV)                      | Dave Thomas                                                                      | Nominado  |
| 2015 | Annie Awards               | Mejor Diseño de Producción (Producción Animada de TV)           | Alex Kirwan, Chris Tsirigotis, Alexander Duckworth, Janice Kubo & Francis Giglio | Nominado  |
| 2015 | Annie Awards               | Mejor Diseño de Storyboard (Producción Animada de TV)           | Mark Ackland                                                                     | Nominado  |
| 2015 | 67th Primetime Emmy Awards | Mejor Animación de Corta Duración                               | El Regalo 2: El Regalador                                                        | Nominado  |
| 2016 | Annie Awards               | Mejor Animación de TV (Audiencia para niños)                    | Galaxia Wander                                                                   | Ganador   |
| 2016 | Annie Awards               | Mejor Diseño de Personajes (Audiencia para niños)               | Justin Nichols                                                                   | Nominado  |
| 2016 | Annie Awards               | Logro a Mejor Musicalización(Audiencia para niños)              | Andy Bean por The Black Cube                                                     | Nominado  |
| 2016 | Annie Awards               | Mejor Storyboard(Audiencia para niños)                          | Justin Nichols por The Breakfast                                                 | Nominado  |

## Recepción
La serie fue transmitida en cable TV #2 en horario estelar en el total de televidentes (2,9 millones). Wander Over Yonder recibió críticas positiva de los críticos. Una segunda temporada fue renovada el 23 de junio de 2014. Emily Ashby, de Common Sense Media, le dio a Wander Over Yonder tres estrellas de cada cinco, señalando la falta de importantes lecciones morales, pero llamando a los elementos cómicos un ritmo agradable en cada episodio.El A.V. Kevin McFarland del club escribió que la serie continúa con el "legado estrafalario" de la "edad de oro" de Cartoon Network en una red competidora. 